# Hume (Missouri)
Hume és una població dels Estats Units a l'estat de Missouri. Segons el cens del 2000 tenia 337 habitants.

## Demografia
Segons el cens del 2000, Hume tenia 337 habitants, 122 habitatges, i 92 famílies. La densitat de població era de 191,3 habitants per km².
Dels 122 habitatges en un 41,8% hi vivien nens de menys de 18 anys, en un 68% hi vivien parelles casades, en un 8,2% dones solteres, i en un 23,8% no eren unitats familiars. En el 21,3% dels habitatges hi vivien persones soles el 9% de les quals corresponia a persones de 65 anys o més que vivien soles. El nombre mitjà de persones vivint en cada habitatge era de 2,76 i el nombre mitjà de persones que vivien en cada família era de 3,23.
Per edats la població es repartia de la següent manera: un 30,6% tenia menys de 18 anys, un 8,3% entre 18 i 24, un 30% entre 25 i 44, un 21,7% de 45 a 60 i un 9,5% 65 anys o més.
L'edat mediana era de 34 anys. Per cada 100 dones de 18 o més anys hi havia 90,2 homes.
La renda mediana per habitatge era de 25.250 $ i la renda mediana per família de 33.750 $. Els homes tenien una renda mediana de 28.125 $ mentre que les dones 17.292 $. La renda per capita de la població era d'11.176 $. Entorn del 8,9% de les famílies i el 12,6% de la població estaven per davall del llindar de pobresa.

## Poblacions més properes
El següent diagrama mostra les poblacions més properes.